# Olson III
Pour les articles homonymes, voir Olson.
Olson III, est une œuvre du compositeur américain Terry Riley écrite fin 1966 début 1967.

## Historique
- Olson III, par Terry Riley, Cortical Foundation, 1999.